# Аллотропа
Аллотропа (лат. Allotropa) — монотипный род травянистых многолетних растений семейства Вересковые (Ericaceae). Единственный вид рода — Allotropa virgata. Ранее растение помещалось в семейство Вертляницевые, или Подъельниковые (Monotropaceae).
Это  растение, получило своё название из-за хорошо видных белых и красных или тёмно-бордовых полосок на вертикальной цветоножке.

## Распространение и экология
Аллотропа растёт в дубравах, хвойных и лиственных лесах на Северо-западе Тихоокеанского побережья Америки на высоте от 75 до 3000 метров над уровнем моря в горах Сьерра-Невада, Каскадных горах и в Британской Колумбии. Встречается в штатах Айдахо и Монтана.
Растение утратило зелёную окраску в связи с полным переходом на питание от микоризы на мицелии гриба мацутакэ (Tricholoma matsutake).

## Ботаническое описание
Рост растения начинается в начале весны, при установлении теплой погоды. Молодое растение напоминает спаржу, бесцветную или с розовым оттенком. В середине июня — начале сентября зрелое растение приобретает полосатый вид. Высота растения 7—90 см.
Подземный стебель с ломкими корнями. Надземный — вертикальный, чешуйчатые листья растут вокруг вертикальной цветоножки с кистеподобным соцветием. Цветоножка после распространения семян сохраняется и приобретает бурый цвет. Прицветники менее 3 см, не загнутые.
Цветки белые с красным центром. В большинстве случаев у цветков отсутствуют чашелистики, изредка бывает по 2—4 чашелистика. Часто лепестки цветка неправильно считают чашелистиками. У венчика есть 5 белых лепестков в форме чашки, все лепестки свободные и вогнутые. В венчике располагаются 10 тычинок тёмно-бордового цвета
Плод состоит из 5 семенных коробочек, которые продольно раскрываются и выбрасывают веретенообразные семена.

## Таксономическое положение
Род Аллотропа ранее включали в семейство Monotropaceae Nutt. (Вертляницевые, или Подъельниковые), но позже ранг подъельниковых был понижен до подсемейства Подъельниковые (Monotropoideae) в составе семейства Вересковые (Ericaceae). Сейчас в это подсемейство входит три трибы, в том числе триба Вертляницевые, или Подъельниковые (Monotropeae) включающая примерно восемь родов, среди которых, кроме аллотропы, находятся — Монотропсис (Monotropsis Schwein. ex Elliott), Монотропаструм (Monotropastrum Andres) и Подъельник (Monotropa L.).
Таксономическая схема:
| отдел Цветковые, или Покрытосеменные (классификация согласно Системе APG II) |                             |                             |                             |                             |                                                                     |                             |                             |                             |                                                                                        |                             |                             |                        | |                        |                        |                        | |                        |                        |  | |  |
|                                                                              | порядок Верескоцветные      | порядок Верескоцветные      | порядок Верескоцветные      | порядок Верескоцветные      | порядок Верескоцветные                                              | порядок Верескоцветные      | порядок Верескоцветные      | порядок Верескоцветные      | порядок Верескоцветные                                                                 | порядок Верескоцветные      | порядок Верескоцветные      | порядок Верескоцветные | порядок Верескоцветные | порядок Верескоцветные | порядок Верескоцветные | порядок Верескоцветные | порядок Верескоцветные                                                                               | порядок Верескоцветные | порядок Верескоцветные |  | ещё 44 порядка цветковых растений, из которых к верескоцветным наиболее близки Гераниецветные, Кроссосомоцветные, Миртоцветные и Кизилоцветные |  |
|                                                                              | семейство Вересковые        | семейство Вересковые        | семейство Вересковые        | семейство Вересковые        | семейство Вересковые                                                | семейство Вересковые        | семейство Вересковые        | семейство Вересковые        | семейство Вересковые                                                                   | семейство Вересковые        | семейство Вересковые        | семейство Вересковые   | семейство Вересковые | семейство Вересковые   | семейство Вересковые   |                        | ещё 25 семейств, в том числе Актинидиевые, Бальзаминовые, Первоцветные, Сапотовые, Чайные и Эбеновые |                        |                        |  | ещё 44 порядка цветковых растений, из которых к верескоцветным наиболее близки Гераниецветные, Кроссосомоцветные, Миртоцветные и Кизилоцветные |  |
|                                                                              | подсемейство Подъельниковые | подсемейство Подъельниковые | подсемейство Подъельниковые | подсемейство Подъельниковые | подсемейство Подъельниковые                                         | подсемейство Подъельниковые | подсемейство Подъельниковые | подсемейство Подъельниковые | подсемейство Подъельниковые                                                            | подсемейство Подъельниковые | подсемейство Подъельниковые |                        | ещё семь подсемейств, в том числе Арбутусовые (роды Земляничное дерево, Толокнянка…), Вакциниевые (Вакциниум, Гаультерия, Зеновия, Пиерис, Подбел, Хамедафне…), Стифелиевые (Змеелистник, Прионотес…), Эриковые (Вереск, Водяника, Рододендрон…) |                        |                        |                        | ещё 25 семейств, в том числе Актинидиевые, Бальзаминовые, Первоцветные, Сапотовые, Чайные и Эбеновые |                        |                        |  | ещё 44 порядка цветковых растений, из которых к верескоцветным наиболее близки Гераниецветные, Кроссосомоцветные, Миртоцветные и Кизилоцветные |  |
|                                                                              | триба Подъельниковые        | триба Подъельниковые        | триба Подъельниковые        | триба Подъельниковые        | триба Подъельниковые                                                | триба Подъельниковые        | триба Подъельниковые        |                             | ещё две трибы, в том числе Грушанковые (роды Грушанка, Зимолюбка, Одноцветка, Ортилия) |                             |                             |                        | ещё семь подсемейств, в том числе Арбутусовые (роды Земляничное дерево, Толокнянка…), Вакциниевые (Вакциниум, Гаультерия, Зеновия, Пиерис, Подбел, Хамедафне…), Стифелиевые (Змеелистник, Прионотес…), Эриковые (Вереск, Водяника, Рододендрон…) |                        |                        |                        | ещё 25 семейств, в том числе Актинидиевые, Бальзаминовые, Первоцветные, Сапотовые, Чайные и Эбеновые |                        |                        |  | ещё 44 порядка цветковых растений, из которых к верескоцветным наиболее близки Гераниецветные, Кроссосомоцветные, Миртоцветные и Кизилоцветные |  |
|                                                                              | монотипный род Аллотропа    | монотипный род Аллотропа    | монотипный род Аллотропа    |                             | ещё семь родов, в том числе Монотропаструм, Монотропсис, Подъельник |                             |                             |                             | ещё две трибы, в том числе Грушанковые (роды Грушанка, Зимолюбка, Одноцветка, Ортилия) |                             |                             |                        | ещё семь подсемейств, в том числе Арбутусовые (роды Земляничное дерево, Толокнянка…), Вакциниевые (Вакциниум, Гаультерия, Зеновия, Пиерис, Подбел, Хамедафне…), Стифелиевые (Змеелистник, Прионотес…), Эриковые (Вереск, Водяника, Рододендрон…) |                        |                        |                        | ещё 25 семейств, в том числе Актинидиевые, Бальзаминовые, Первоцветные, Сапотовые, Чайные и Эбеновые |                        |                        |  | ещё 44 порядка цветковых растений, из которых к верескоцветным наиболее близки Гераниецветные, Кроссосомоцветные, Миртоцветные и Кизилоцветные |  |
|                                                                              | вид: Allotropa virgata      |                             |                             |                             | ещё семь родов, в том числе Монотропаструм, Монотропсис, Подъельник |                             |                             |                             | ещё две трибы, в том числе Грушанковые (роды Грушанка, Зимолюбка, Одноцветка, Ортилия) |                             |                             |                        | ещё семь подсемейств, в том числе Арбутусовые (роды Земляничное дерево, Толокнянка…), Вакциниевые (Вакциниум, Гаультерия, Зеновия, Пиерис, Подбел, Хамедафне…), Стифелиевые (Змеелистник, Прионотес…), Эриковые (Вереск, Водяника, Рододендрон…) |                        |                        |                        | ещё 25 семейств, в том числе Актинидиевые, Бальзаминовые, Первоцветные, Сапотовые, Чайные и Эбеновые |                        |                        |  | ещё 44 порядка цветковых растений, из которых к верескоцветным наиболее близки Гераниецветные, Кроссосомоцветные, Миртоцветные и Кизилоцветные |  |
|                                                                              |                             |                             |                             |                             | ещё семь родов, в том числе Монотропаструм, Монотропсис, Подъельник |                             |                             |                             | ещё две трибы, в том числе Грушанковые (роды Грушанка, Зимолюбка, Одноцветка, Ортилия) |                             |                             |                        | ещё семь подсемейств, в том числе Арбутусовые (роды Земляничное дерево, Толокнянка…), Вакциниевые (Вакциниум, Гаультерия, Зеновия, Пиерис, Подбел, Хамедафне…), Стифелиевые (Змеелистник, Прионотес…), Эриковые (Вереск, Водяника, Рододендрон…) |                        |                        |                        | ещё 25 семейств, в том числе Актинидиевые, Бальзаминовые, Первоцветные, Сапотовые, Чайные и Эбеновые |                        |                        |  | ещё 44 порядка цветковых растений, из которых к верескоцветным наиболее близки Гераниецветные, Кроссосомоцветные, Миртоцветные и Кизилоцветные |  |
|                                                                              |                             |                             |                             |                             |                                                                     |                             |                             |                             | ещё две трибы, в том числе Грушанковые (роды Грушанка, Зимолюбка, Одноцветка, Ортилия) |                             |                             |                        | ещё семь подсемейств, в том числе Арбутусовые (роды Земляничное дерево, Толокнянка…), Вакциниевые (Вакциниум, Гаультерия, Зеновия, Пиерис, Подбел, Хамедафне…), Стифелиевые (Змеелистник, Прионотес…), Эриковые (Вереск, Водяника, Рододендрон…) |                        |                        |                        | ещё 25 семейств, в том числе Актинидиевые, Бальзаминовые, Первоцветные, Сапотовые, Чайные и Эбеновые |                        |                        |  | ещё 44 порядка цветковых растений, из которых к верескоцветным наиболее близки Гераниецветные, Кроссосомоцветные, Миртоцветные и Кизилоцветные |  |
|                                                                              |                             |                             |                             |                             |                                                                     |                             |                             |                             |                                                                                        |                             |                             |                        | ещё семь подсемейств, в том числе Арбутусовые (роды Земляничное дерево, Толокнянка…), Вакциниевые (Вакциниум, Гаультерия, Зеновия, Пиерис, Подбел, Хамедафне…), Стифелиевые (Змеелистник, Прионотес…), Эриковые (Вереск, Водяника, Рододендрон…) |                        |                        |                        | ещё 25 семейств, в том числе Актинидиевые, Бальзаминовые, Первоцветные, Сапотовые, Чайные и Эбеновые |                        |                        |  | ещё 44 порядка цветковых растений, из которых к верескоцветным наиболее близки Гераниецветные, Кроссосомоцветные, Миртоцветные и Кизилоцветные |  |
|                                                                              |                             |                             |                             |                             |                                                                     |                             |                             |                             |                                                                                        |                             |                             |                        | |                        |                        |                        | ещё 25 семейств, в том числе Актинидиевые, Бальзаминовые, Первоцветные, Сапотовые, Чайные и Эбеновые |                        |                        |  | ещё 44 порядка цветковых растений, из которых к верескоцветным наиболее близки Гераниецветные, Кроссосомоцветные, Миртоцветные и Кизилоцветные |  |
|                                                                              |                             |                             |                             |                             |                                                                     |                             |                             |                             |                                                                                        |                             |                             |                        | |                        |                        |                        | |                        |                        |  | ещё 44 порядка цветковых растений, из которых к верескоцветным наиболее близки Гераниецветные, Кроссосомоцветные, Миртоцветные и Кизилоцветные |  |
|                                                                              |                             |                             |                             |                             |                                                                     |                             |                             |                             |                                                                                        |                             |                             |                        | |                        |                        |                        | |                        |                        |  | |  |